# DVD-spelare

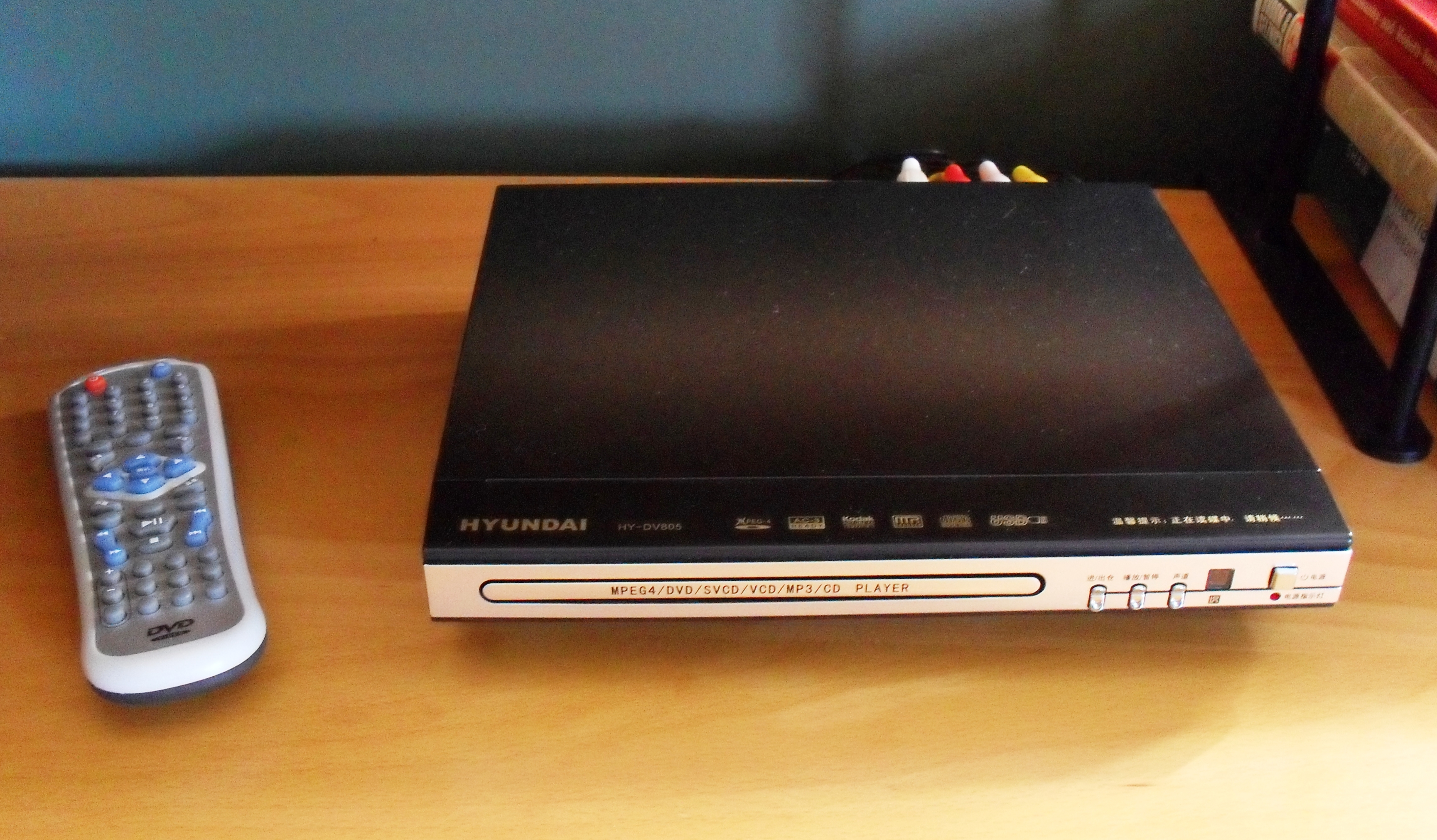
DVD-spelare från Hyundai DVD

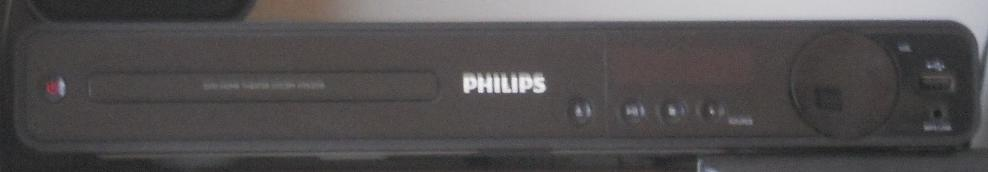
DVD-spelare från Philips

En DVD-spelare är en apparat som kan spela DVD-skivor för formaten DVD-Video och DVD-Video. Den första DVD-spelaren utvecklades tillsammans av Tatung Company från Taiwan och Pacific Digital Company från USA 1994.
Formatet släpptes sedan i Japan 1996, och i USA 1997.

### Fotnoter
1. ↑  ”DVD Recorder the Highs and Lows” (på engelska). Harkle. 6 november 2014. Arkiverad från originalet den 20 juni 2015. http://archive.is/2015.06.20-155721/http://www.harkle.com/dvd-recorder-the-highs-and-lows/. Läst 20 juni 2015.
2. ↑  ”Homevideo History” (på engelska). Tripod. http://rivest266.tripod.com/1/homevideohistory.htm. Läst 20 juni 2015.